# (3207) Spinrad
(3207) Spinrad est un astéroïde de la ceinture principale.

## Description
(3207) Spinrad est un astéroïde de la ceinture principale. Il est découvert le 2 mars 1981 à Siding Spring par Schelte J. Bus. Il présente une orbite caractérisée par un demi-grand axe de 2,91 UA, une excentricité de 0,06 et une inclinaison de 2,2° par rapport à l'écliptique.
Il est nommé en l'honneur d'Hyron Spinrad.

## Compléments